# فهرست کتاب‌های ممنوعه (کلیسای کاتولیک)

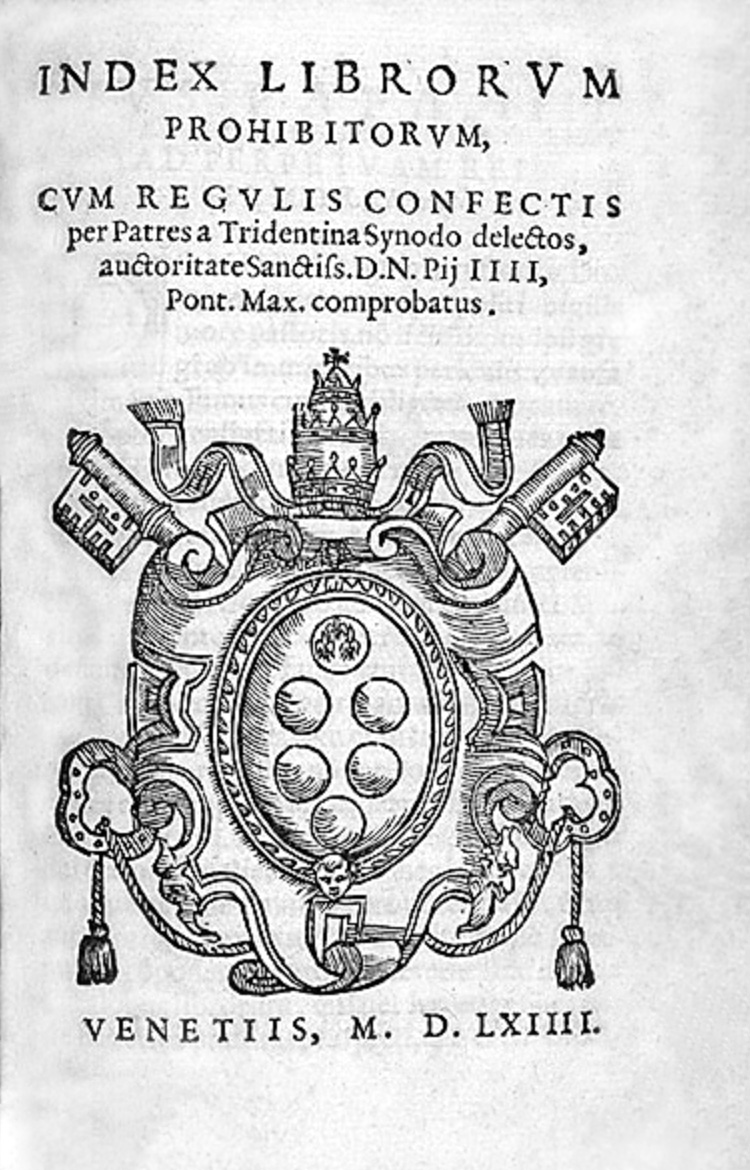
صفحه عنوان فهرست کتاب‌های ممنوعه (ونیز ۱۵۶۴)

فهرست کتاب‌های ممنوعه (به لاتین: Index Librorum Prohibitorum؛ به انگلیسی: List of Prohibited Books) فهرستی از نشریات ضد مذهبی یا شهوانی است که بدعت تلقی می‌شدند و در نتیجه توسط کلیسای کاتولیک ممنوع شد.
نخستین بار در قرن ۹ شاهد این فهرست هستیم اما هرگز به‌طور رسمی مجاز شناخته نشد. بعدها در ۱۵۵۹ اولین نسخه (فهرست پائولین) توسط پاپ پل چهارم منتشر شد که «نقطه عطفی برای آزادی از پرس و جو در جهان کاتولیک» به‌شمار می‌آمد.
نسخه بیستمین و نهایی این فهرست در سال ۱۹۴۸ دیده شد؛ که به‌طور رسمی در ۱۴ ژوئن سال ۱۹۶۶ توسط پاپ پل ششم از رده خارج اعلام شد.
از نویسندگانی که بعضی آثارشان در فهرست کتاب‌های ممنوعه بوده‌است می‌توان اینها را برشمرد: ژان-پل سارتر، میشل دو مونتنی، امانوئل سویدنبرگ، ولتر، دنی دیدرو، ویکتور هوگو، آندره ژید، ایمانوئل کانت، دیوید هیوم، ژان-ژاک روسو، باروخ اسپینوزا، نیکولاس کوپرنیک، گالیلئو گالیله، رنه دکارت، توماس براون، فرانسیس بیکن، هوگو گروتیوس، باروخ اسپینوزا، بلز پاسکال، جان میلتون، جان لاک.